# Game Genie

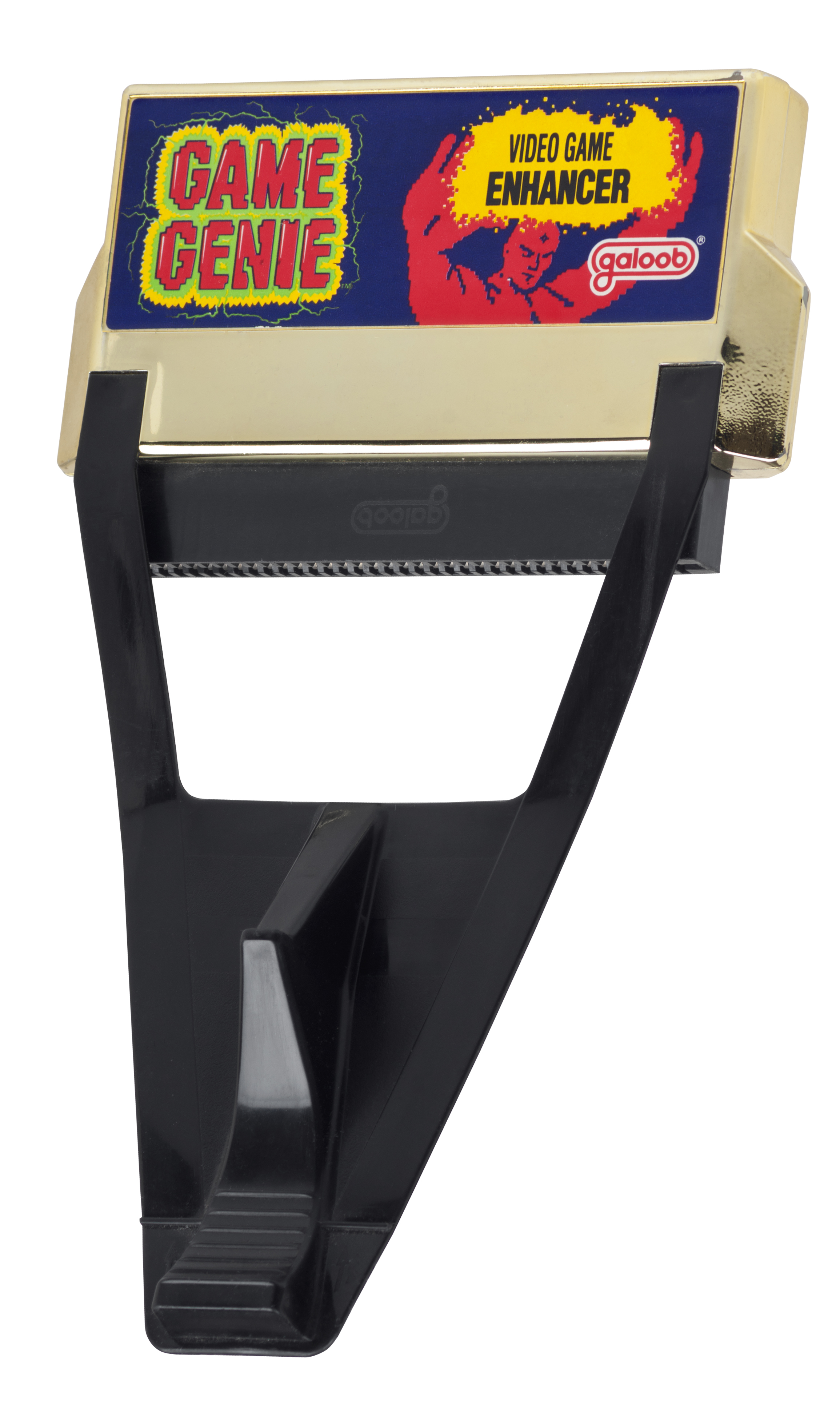
Game Genie para o NES.

Game Genie é uma ferramenta para trapaças desenvolvida primeiramente para o console Nintendo Entertainment System, com versões subsequentes para Super Nintendo Entertainment System, Game Boy, Mega Drive/Genesis, e Game Gear. Foi projetado pela Codemasters e comercializado pela Camerica e Galoob.
Todos estes dispositivos modificavam os arquivos do jogo, permitindo aos jogadores alterarem certos aspectos, como a quantidade de vidas, ou fazendo o personagem adquirir invencibilidade ("imortalidade").
Foram produzidas mais de cinco milhões de unidades em todo o mundo.